# Nara Visa (Nuevo México)
Nara Visa es un lugar designado por el censo ubicado en el condado de Quay en el estado estadounidense de Nuevo México. En el Censo de 2010 tenía una población de 95 habitantes y una densidad poblacional de 5,2 personas por km².

## Geografía
Nara Visa se encuentra ubicado en las coordenadas 35°36′25″N 103°6′16″O / 35.60694, -103.10444. Según la Oficina del Censo de los Estados Unidos, Nara Visa tiene una superficie total de 18.27 km², de la cual el 100% (18.27 km²) corresponden a tierra firme y el 0% (0 km²) es agua.

## Demografía
Según el censo de 2010, había 95 personas residiendo en Nara Visa. La densidad de población era de 5,2 hab./km². De los 95 habitantes, Nara Visa estaba compuesto por el 91.58% blancos, el 0% eran afroamericanos, el 0% eran amerindios, el 0% eran asiáticos, el 0% eran isleños del Pacífico, el 2.11% eran de otras razas y el 6.32% pertenecían a dos o más razas. Del total de la población el 11.58% eran hispanos o latinos de cualquier raza.